# Association Sportive Tefana Football

Escudo anterior do Tefana

Association Sportive Tefana Football é um clube de futebol da comuna de Faa'a no Taiti, Polinésia Francesa.

## Títulos
- Tahiti Division Fédérale: 5 (2005, 2010, 2011, 2015, 2016).

- Copa do Taiti: 7 (2007, 2008, 2010, 2011, 2012, 2014, 2017).

- Tahiti Coupe des Champions: 3 (2007, 2014, 2017).

## Performance nas competições da OFC
- Liga dos Campeões da OFC: 2011: 4° no Grupo B
- Liga dos Campeões da OFC: 2012: Vice-campeão